# Batalla de Loma de las Ánimas
La Batalla de Loma de las Ánimas tuvo lugar el 1 de noviembre de 1859 en las inmediaciones de Loma de las Ánimas en el estado de Guanajuato, México, entre elementos del ejército liberal del Primer Batallón Ligero, al mando de los generales Manuel Doblado y Santos Degollado y elementos del ejército conservador comandados por el general José María Alfaro durante la Guerra de Reforma. La batalla terminó como victoria liberal.
- Datos: Q5722653